# 재조합 DNA

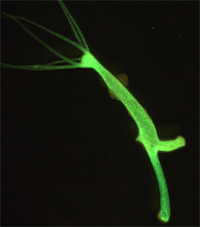
발광 유전자가 삽입된 히드라

재조합 DNA는 유전공학에 의해 인위적으로 재조합된 DNA이다. 흔히 유전자 변형 또는 유전자 조작이라고 불리는 재조합 DNA 기술은 특정한 유전형질을 갖는 유전자를 삽입하거나 제거하는 조작을 통해 새로운 재조합 DNA를 만드는 과정이다.

## 기술의 개요
재조합 DNA를 생성하는 방법은 다음과 같은 방법을 통해 이루어진다.
- DNA의 절단: 제한효소는 DNA 염기서열의 특정한 위치에서 작용하여 DNA를 잘라낸다.
- DNA의 분리: 잘라낸 DNA는 겔 전기 영동법을 사용하여 분리할 수 있다.
- DNA의 접합: 대상이 되는 DNA를 선별하여 대장균과 같은 숙주의 DNA에 DNA 연결효소를 이용하여 접합시킨다.
- 숙주를 이용한 복제: 새로운 DNA가 삽입된 대장균을 증식시키면 연결된 DNA 역시 함께 복제된다.
- 재조합 DNA의 생성: 선별된 유전자로 구성된 DNA를 다른 생물의 DNA에 결합시켜 재조합 DNA를 만든다. 이렇게 옮겨진 유전형질은 전혀 다른 종에서도 작동한다. 위의 히드라는 발광 유전자가 삽입되어 스스로 빛을 내는 특징을 갖게 되었다.

## 응용

### 복제
고전 생물학에서 복제는 체세포를 이용하여 동일한 유전체를 갖는 생물을 발생시키는 것을 의미하였다. 현대의 분자유전학이나 유전공학에서는 바이러스 벡터를 이용하여 DNA 염기서열이나 유전자를 플라스미드에 삽입하여 대량으로 증식시키는 과정 역시 복제로 부른다. 플라스미드에 삽입된 유전자는 대장균과 같이 숙주가 되는 세균 내에서 발현하여 특정한 단백질을 생산할 수 있다. 예를 들어 의료용으로 인슐린을 생산하게 할 수 있다.
숙주 세균에서 플라스미드의 형태로 특정 단백질을 형성하게 하는 벡터를 발현 벡터라고 한다. 특정한 단백질을 생성하게 하기 위해서는 발현 벡터의 특정 구간을 제한효소로 끊고 그 자리에 단백질 형성을 지시하는 유전자를 삽입재다합 DNA 기술을 이용하여 대량으로 생산되는 의료용 물질로는 인슐린 이외에도 생장호르몬, 혈소판 유래 생장인자, 빈혈을 억제하는 에리트로포이아에틴과 같은 것들이 있다.

### 유전자 변형 생물
유전자 변형 생물은 재조합 DNA 기술을 이용하여 유전자가 변형된 생물이다.

## 유전자 변형의 단점
논란의 여지를 두는 경우가 많다. 검사를 위해서 세포를 떼어내는 것이 과연 장차 태어날 아이에게 장기적으로 아무런 해를 끼치지 않을 것인지 더 지켜봐야 한다는 신중론, 그리고 유전자 진단을 통한 배아의 선별에서 부적합판정을 받은 배아를 파괴하는 것은 살인이라는 반대론 등 논란을 많이 일으킨다.
또 부모가 아이의 외모나 지능등을 개량하는데 기술이 더 많이 쓰일 것이므로 질병 유전자를 제거한다는 본래의 의미를 잃을 가능성이 크다.
유전자조작에 의하여 삽입된 새로운 유전자가 항상 이론대로 그 성질이 나타나는 것은 아니다. 이론이 실제와 다른 경우가 있으며, 이런 현상에 대한 원인은 확실히 밝혀지지 않고 있다. 또한 기술적으로도 정확도가 떨어지는 경우가 많으며, 새로운 유전자가 세포의 DNA 속으로 삽입되어 세포 자체의 엉뚱한 유전자의 발현을 유도할 수도 있어서 그 부근 유전자 집단의 조절을 혼란에 빠뜨릴 가능성도 있다. 즉, 미처 예상치 못한 위험을 초래할 가능성이 매우 높다.

## 인간 유전자 변형의 사례 및 전망
사례
2006년 11월 영국. '맞춤아기(designer baby)'가 탄생했다. 정자의 핵과 난자의 핵이 합쳐서 형성된 수정란의 유전자 정보를 검사해 건강한 수정란만 골라 자궁에 착상시켜 태아로 키우는 '착상 전 유전자 진단(PGH: pre-implantation genetic haplotyping)'을 통해, 낭포성 섬유증이라는 유전병을 유발하는 유전자가 존재하지 않게 선택된 쌍둥이가 탄생한 것이다. 쌍둥이의 부모는 낭포성 섬유증 유전자를 지니고 있었기에 이들의 자식 역시 부모와 마찬가지로 이 병에 걸릴 확률이 매우 높았지만, 애초에 문제가 되는 유전자가 없는 수정란만 골라 아이로 키웠기에 건강한 상태의 아이를 얻을 수 있었다.
숙주에서 재조합 DNA의 형질을 발현시켜 당뇨병 치료제인 인슐린, 항바이러스인 인터페론, 소인증 치료제인 생장 호르몬, 간염 예방을 위한 B형 간염 백신과 같은 단백질을 생산하여 의약품으로 이용하고 또 특정 유전자를 보유한 세균으로부터 유전자를 다량 분리하여 유전자에 대한 기초 연구를 진행한다. 그리고 인공적인 방법으로 특정 유전자를 삽입한 유전자 변형 생물(GMO)을 만드는 데도 이용한다.
쥐에 있는 백스라는 유전자를 무능하게 유전자를 조작, 노화가 진행되더라도 난소 조직을 건강하게 유지할 수 있도록 유전적 소질을 변화시키는데 성공했다. 이를 인간에 적용 시킬 경우 중년 여성들이 겪는 갱년기 장애현상 등 퇴행성 질환을 극복할 수 있게 된다.

전망
유전자 조작기술은 현시대 인류가 당면한 중요한 문제들을 해결해 줄 수 있는 가장 실효성 있는 대안으로 인식돼 선진국은 물론 개도국에서도 집중적으로 기술 개발에 박차를 가하고 있다. 따라서 향후 관련시장 규모는 가늠할 수 없을 정도로 급팽창할 전망이다. 유전자 조작기술을 포함한 유전공학 관련 국내시장 만해도 지난 2천년 3조원, 오는 2005년은 14조원 이상의 규모로 연평균 30%의 높은 성장을 보일 것으로 전망 된다

## 같이 보기
- 맞춤아기
- 생명윤리
- 유전자 변형 생물
- 우생학